# 바캠프

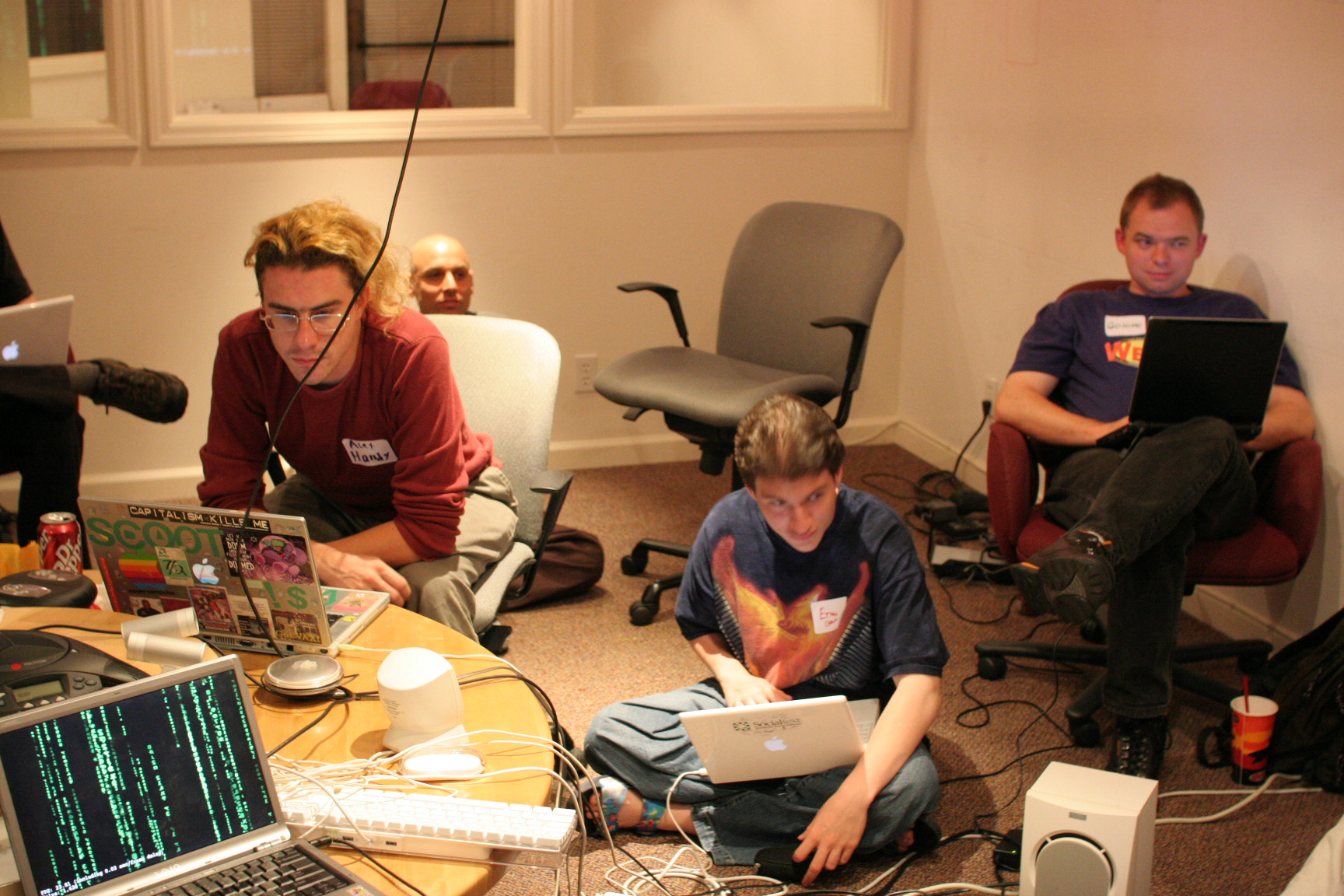
최초의 바캠프. 참여자들이 화면을 보면서 무언가 말하고, 듣고 있다.

바캠프(BarCamp)는 세계 각지에서 비정기적으로 개최되는 콘퍼런스이다. 참여자의 자발적인 참여를 기반으로 하며, 특정한 콘퍼런스 형식은 없다. 주로, 초창기 웹 애플리케이션, 관련 오픈 소스 기술, 소셜 프로토콜, 오픈 데이터 형식 등을 주제로 삼는다.
바캠프는 여러 관심사를 지닌 사람들이 만나 서로 의견을 교환하는 교류의 장이다. 미리 발표 내용과 시간을 정하지 않는다.

## 보통 명사
바캠프는, 바캠프의 형식을 흉내낸 모임을 지칭하는 말로도 종종 쓰인다. 

## 역사
바캠프는 팀 오라일리가 주최하는 콘퍼런스인 푸 캠프에서 갈라져 나온 것이다. 오픈소스 출판업계의 권위자 팀 오라일리가 주최하는 푸 캠프 콘퍼런스는 1년마다 열리는 콘퍼런스였는데, 초대가 있어야 입장이 가능한 콘퍼런스였다. 해커들이 속어로 쓰는 말인 푸바에 빗대, 푸 캠프에 대응되는 단어로서 "바캠프"라는 단어가 생겨났다.
최초의 바캠프는 2005년 8월 19일부터 21일까지 팰러앨토에서 열렸다. 엔터프라이즈 소셜 소프트웨어를 만드는 회사인 소셜텍스트 사의 사업장 내에서 열렸다. 이벤트의 개념이 나오자, 오래 걸리지도 않고 1주일만에 계획/조직되었었는데, 200여 명의 참가자가 참여를 했다. 이후로, 바캠프는, 미주, 아프리카, 유럽, 오스트레일리아, 아시아 등 지역을 가리지 않고, 전 세계 30여 개의 도시에서 개최되고 있다. 바캠프의 1주년을 기념하기 위해, 2006년 8월 25일부터 27일까지, (영어) BarCampEarth가 열렸었다.

## 영향
푸 캠프의 조직 및 준비 프로세스를 "오픈-소싱"(open-sourcing)함으로써, 다시 말해 조직 및 준비 프로세스를 위키화 해 모두에게 공개함으로써, 바캠프는 큰 반향을 불러 일으켰다. 처음 이벤트들이 근원한 "바캠프"란 브랜드를 단 네트워크에서 말고도, 바캠프는 사용자가 직접 만들어 나가는 콘퍼런스(user generated conferences)들의 모델이 되었다. 예를 들면 워드캠프, 팟캠프, 시애틀 마인드 캠프 같은 것들이다. 탠텍 셀릭(Tantek Çelik)이나 로스 메이필드 같은 웹 개발자 커뮤니티들 내의 핵심 인물들이 관여한 것이 결정적인 확산 배경이 되었다.

## 구조 및 참여 프로세스
많은 부분, 웹을 통해 바캠프 행사가 조직되며, 바캠프 행사 참여 안내가 전파된다. (잘난 체 하는 말로는) 웹 2.0 의사소통 툴킷이라고 칭해지는 것을 통해서이다. 바캠프 위키를 통해 누구나 바캠프 행사를 시작시킬 수 있다.
행사의 얼개는 각 날마다 참가자들이 제안하고 스케줄한 세션들로 구성된다. 세션은 대부분 현장에서 열리며, 화이트 보드나 벽에 붙은 종이를 이용하게 된다. 이 방법은 플레이 온 워드즈라는 오픈 그리드 보관됨 2007-10-17 - 웨이백 머신 접근법에 의해 모방되었다.
조직되는 것은 느슨하게 조직되기는 하나, 바캠프에서 지켜야 할 규칙이 몇 가지 있다. 모든 참가자들은 세션 하나 이상을 주최하거나 진행하여야 한다. 모든 이들은 바캠프 행사로부터 얻은 경험과 정보를, 그 행사 후에나, 혹은 그 현장에서 공유하여야 한다. 블로그를 통해서나, 사진 공유, 소셜 북마킹, 위키하기, IRC 등을 포함하는 공개된 웹 채널을 통해서 말이다. 이 규칙은, "오프 더 레코드", "기록 금지"가 기본인, 초대가 있어야지 참여할 수 있는 사설 콘퍼런스들과는 의도적으로 대비되는 것이다.

## 주최와 참가
보통 바캠프가 열리는 장소에서는 기본적인 서비스들을 이용할 수 있다. 무료 네트워크 접속 – 보통 와이파이 – 가 제공되는 것이 결정적이다. 보통, 푸 캠프의 모델을 따라서, 참가자들(바캠퍼라고 불린다.)이 철야를 할 수 있는 장소가 제공된다. 장소와 네트워크, 식음료 등을 제공할 수 있는 스폰서십을 확보할 수 있느냐가 결정적이다.
일반적으로, 참가 자체는 무료이나, 장소가 비좁은 경우 참가자 수의 제한을 두기도 한다. 그러므로, 보통, 참가자들은 미리 등록을 해야 한다.

## 역사적 선례
자체적으로 조직되는 사용자가 직접 만들어 나가는 콘퍼런스의 개념은 유럽에서 활발했던 해커들의 미팅과 관련이 있다. 특히 90년대무정부주의, 자치주의와 관련이 있던 사람들 말이다. 미팅을 조직하기 위한 바캠프의 진행 얼개는 오픈 스페이스 테크놀로지의 것과 비슷하다. IETF 미팅의 BoF 세션들도 영감을 주었을 것으로 추측된다. 하지만, 바캠프는 정치적인 동기가 결여되어 있으며, 오히려 메인스트림 ICT(정보통신/컴퓨터) 업계와 꽤 관련이 있다. 종종, 이 업계의 메이저 회사들로부터 제공된 상당한 스폰서십을 받기도 한다.

## 같이 보기
- 해커톤

## 참고
- Anon. Podcamp Boston. Podcasting News. June 27, 2006. Retrieved June 30, 2006.
- BarCamp.org (website). Retrieved June 30, 2006.
- Calishain, Tara. Triangle Techies Heading for a BarCamp, WRAL's TechTalk Weblog. June 27, 2006. Retrieved June 30, 2006.
- Çelik, Tantek. Remembering the idea of BarCamp, Tantek's Thoughts. July 10, 2006. Retrieved July 14, 2006.
- Craig, Kathleen. Why "unconferences" are fun conferences. Business 2.0 Magazine. June 6, 2006. Retrieved June 30, 2006.
- Messina, Chris. Bar camp buzz builds; the story twists, turns, shouts! FactoryCity (weblog). August 18, 2005. Retrieved June 30, 2006.
- Murali, J. New conferencing tool: An attempt to conduct on-line meetings in a participatory environment 보관됨 2006-04-22 - 웨이백 머신. The Hindu. April 17, 2006. Retrieved June 30, 2006.
- Singel, Ryan. Barring None, Geek Camp Rocks. Wired News. August 23, 2005. Retrieved June 30, 2006.